# حبيل النوبة (السياني)

تعديل مصدري - تعديل

حبيل النوبة محلة تابعة لقرية الشيخ صلاح، التابعة لعزلة الازارق بمديرية السياني إحدى مديريات محافظة إب في الجمهورية اليمنية.، بلغ تعداد سكانها 53 حسب تعداد اليمن لعام 2004.